# Neagra, Neamț
Neagra este un sat în comuna Tașca din județul Neamț, Moldova, România.

## Etimologie
Numele de Chisirig (Neagra) vine de la muntele omonim, iar Neagra de la stânca Bâtca Neagră (1458 m), cât și de la pârâul și pădurile negre din zonă. Legat de toponimia satului, tradiția spune că, din cauza iernilor grele și aspre, călugării pustnici și sihaștri coborau în peșteri și bordeie la biserica din sat, iar de mulțimea lor și a hainelor negre se vedeau pete negre pe zăpadă. O altă sursă ar fi inundațiile de la început de secol XX, când mai mulți arbori rupți de vânt, aduși de viiturile de pe versanți s-au oprit la confluența celor două pârâuri Neagra Mare și Neagra Mică, apa strecurându-se printre ei. Aceste lemne s-au carbonizat și câțiva ani apa a curs "neagră".
 Acest articol despre o localitate din județul Neamț este deocamdată un ciot. Puteți ajuta Wikipedia prin completarea lui.